# Salem Al Fakir
Lars Salem Al Fakir (Huddinge, 27 de octubre de 1981), conocido artísticamente como Salem Al Fakir, es un cantante, compositor y productor sueco. 
Su carrera en solitario comenzó en 2006, ha lanzado tres álbumes y su debut This Is Who I Am le sirvió para ganar cuatro premios Grammi de la música sueca. A nivel internacional es más conocido por sus colaboraciones con otros artistas de música electrónica, como Axwell y Avicii (Silhouettes y You Make Me). Su proyecto más reciente es el dúo Vargas & Lagola.

## Biografía
Es hijo de madre sueca y padre sirio, en una familia dedicada al mundo del espectáculo. Su hermana Aminah Al Fakir es actriz, mientras que su hermano Nassim es también músico y presentador de programas infantiles en la televisión pública. En el caso de Salem, comenzó a tocar el violín a los cuatro años y llegó incluso a hacer giras internacionales, y después se centró en el piano de jazz. Por otro lado, comenzó a componer canciones para otros artistas como Robyn, Snook y Wille Crafoord.
En otoño de 2006 publicó su primer trabajo de música pop, un EP llamado Dream Girl, y unos meses después publicó el disco This Is Who I Am (2007). El propio artista se encargó tanto de la producción como de la composición de todos los temas y uno de ellos, It's True, fue remezclado por Axwell. Su debut recibió buenas críticas y sirvió para que ganase cuatro Grammis, entre ellos el de mejor artista revelación. Al año siguiente lanzó su segundo trabajo Astronaut (2008), que obtuvo menor repercusión.
En noviembre de 2009 anunció su participación en el Melodifestivalen 2010, uno de los festivales musicales más importantes de Suecia y cuyo vencedor representa al país en el Festival de Eurovisión. Su tema Keep on Walking era a su vez el adelanto del tercer álbum Ignore This y también lo compuso él mismo. Salem llegó a la final y quedó en segunda posición; aunque fue líder en las votaciones del jurado, perdió posiciones al ser la tercera opción del voto telefónico, en el que le ganó Anna Bergendahl. Keep on Walking es el trabajo de Al Fakir que mejor se ha vendido, un tercer puesto en la lista de sencillos.
Desde 2011 se ha centrado en colaboraciones con otros artistas. A través de su amistad con Axwell conoció al productor de música electrónica Avicii, para quien ha cantado en los sencillos Silhouettes (2012) y You Make Me (2013).
Por otro lado, Al Fakir formó un dúo compositor con Vincent Pontare. Sus colaboraciones más importantes han sido en temas para Avicii (entre ellos Hey Brother, The Days y Without You) y los mayores éxitos de Axwell Λ Ingrosso, entre ellos Sun Is Shining (2015) y More Than You Know (2017), aunque también han trabajado con artistas restringidos al ámbito sueco como Veronica Maggio, Petter y Mapei. Al Fakir y Pontare tienen desde 2018 un grupo de pop indie, Vargas & Lagola, y también han producido juntos el álbum Magic Still Exists de Agnes Carlsson (2021).
Salem Al Fakir está casado con Caroline Lavenius y en 2012 tuvieron una hija, Greta.

## Discografía

### Álbum
- This Is Who I Am (2007, Virgin Records)
- Astronaut (2009, EMI)
- Ignore This (2010, EMI)

### Sencillos
- 2006 - Dream Girl
- 2006 - Good Song / It's True
- 2007 - This Is Who I Am
- 2007 - It's True (remezcla de Axwell)
- 2009 - Astronaut
- 2009 - Roxy
- 2010 - Keep On Walking (#2 Melodifestivalen)
- 2010 - 4 O'clock
- 2010 - Split My Personality
- 2011 - I'm So Happy (junto a Josephine Bornebusch)
- 2012 - Remedy (con J-Son)
- 2012 - Silhouettes (con Avicii)
- 2013 - You Make Me (con Avicii)
- 2015 - On My Way (con Axwell y Sebastian Ingrosso)
- 2015 - Sun Is Shining (con Axwell y Sebastian Ingrosso)
- 2017 - More Than You Know (con Axwell y Sebastian Ingrosso)